# 松浦孝義
松浦 孝義（まつうら たかよし、1900年10月19日 - 1984年12月21日）は、日本の経営者。日立電線社長、会長を務めた。山口県出身。

## 経歴・人物
1922年に山口高等商業学校を卒業し、同年3月に日立製作所に入社。1946年12月に取締役に就任し、1947年11月に常務、1949年6月に専務、1952年7月に副社長を経て、1956年4月には日立電線社長に就任。1971年11月に会長に就任し、1977年6月には相談役に就任。1961年11月からは日立製作所監査役も務めた。
1963年4月に藍綬褒章を受章
1984年12月21日閉塞性黄疸のために死去。84歳没。